# Maubisse (Verwaltungsamt)
| \| \| |
|       |

|  |

Maubisse ist ein osttimoresisches Verwaltungsamt (portugiesisch Posto Administrativo) in der Gemeinde Ainaro. Verwaltungssitz ist die gleichnamige Stadt Maubisse.

## Geographie

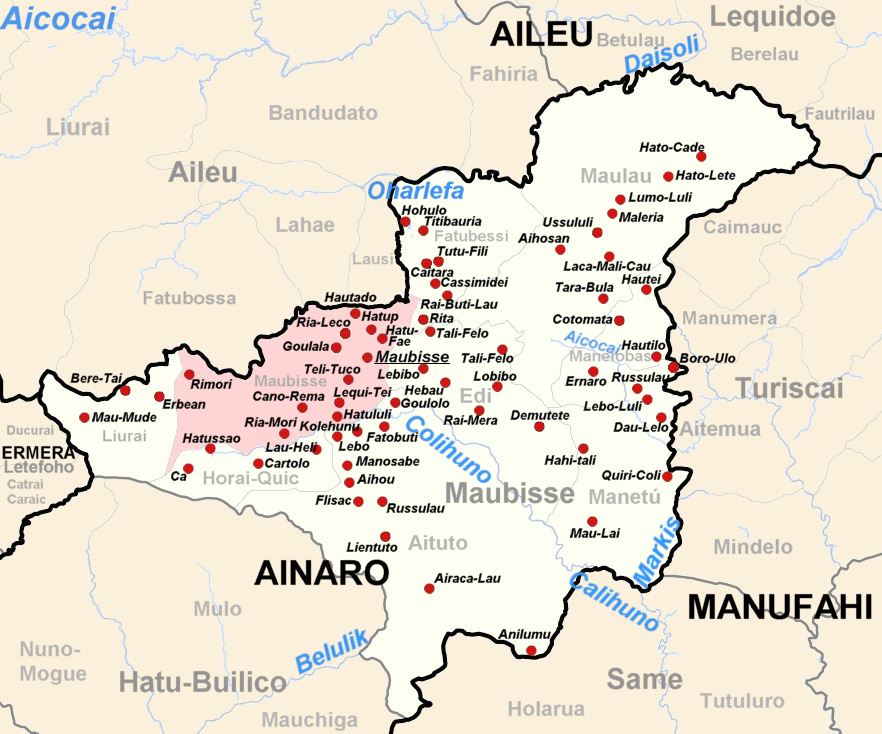
Maubisse in den Grenzen von 2003 bis 2015

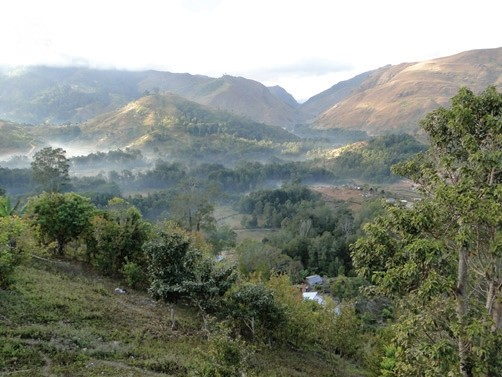
Hochland bei Maubisse

Bis 2014 wurden die Verwaltungsämter noch als Subdistrikte bezeichnet.
Das Verwaltungsamt Maubisse bildet den Norden der Gemeinde Ainaro. Südlich liegt das Verwaltungsamt Hatu-Builico, östlich die Gemeinde Manufahi mit den Verwaltungsämtern Turiscai und Same, im Norden die Gemeinde Aileu mit dem Verwaltungsamt Aileu und im Westen die Gemeinde Ermera mit dem Verwaltungsamt Letefoho. Maubisse hat eine Fläche 191,60 km² und teilt sich auf in die neun Sucos Aituto (Aitutu), Edi, Fatubessi (Fatu-Besi, Fatubesi), Horai-Quic (Horiauic, Horaikik), Liurai, Manelobas, Manetú (Manetu, Maneto), Maubisse und Maulau.
Die Landschaft ist seit den frühen 1980er-Jahren an vielen Stellen entwaldet worden, doch gibt es noch immer kleine Wäldchen in den niedriger gelegenen Gebieten. Die Bewaldung lässt an den höher gelegenen Hängen nach. An vielen Stellen wurden Kaffeeanpflanzungen angelegt, so dass ein Flickwerk aus Wäldern, Flusstälern, Kaffeeplantagen und entwaldeten Hängen entstanden ist.
In Fatubessi finden sich zahlreiche Höhlen, darunter mit Bakua, die längste und tiefste bekannte Höhle Osttimors.

Klimadaten
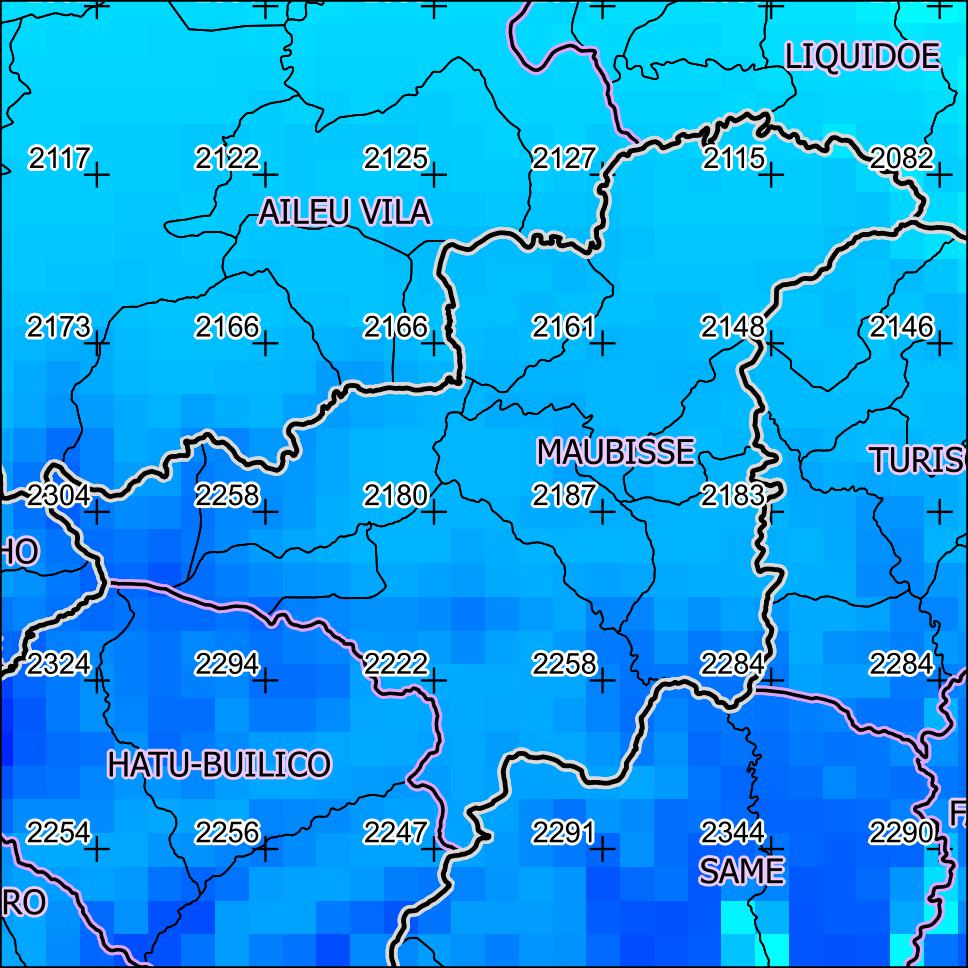
Jährliche Niederschlagsmenge (2000)
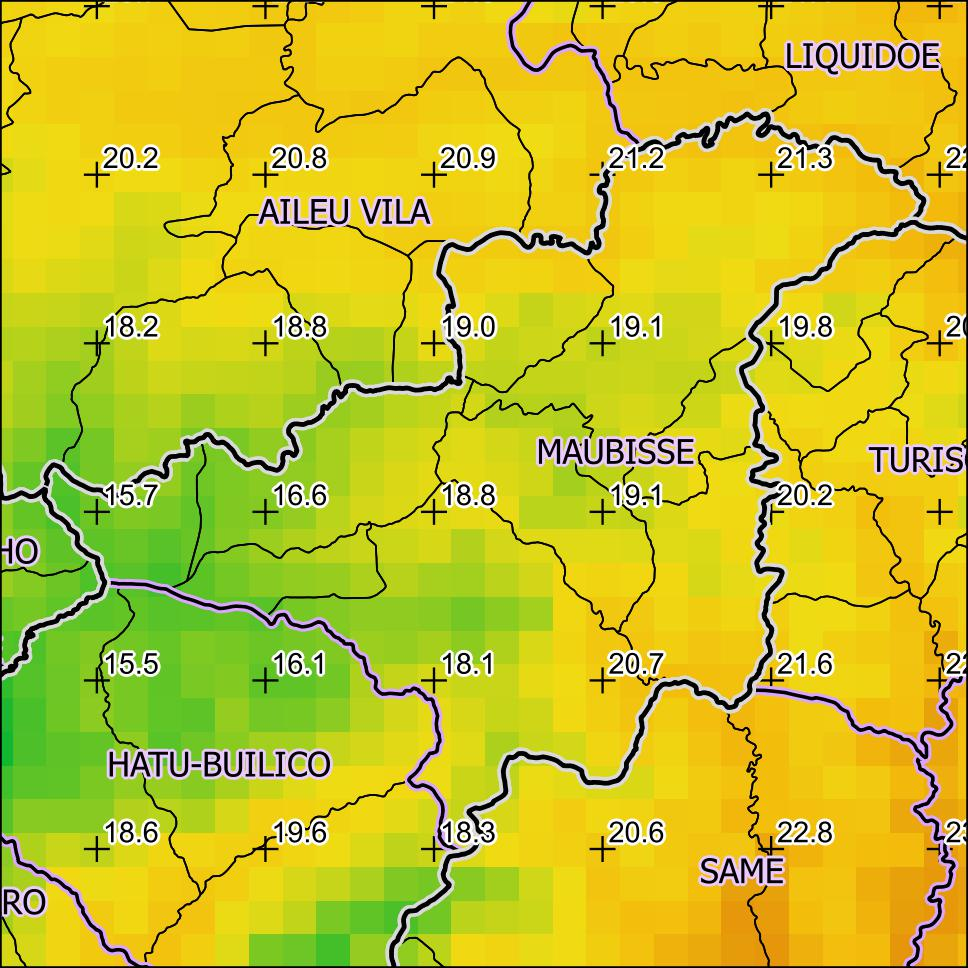
Jahresdurchschnitts-temperatur (2000)
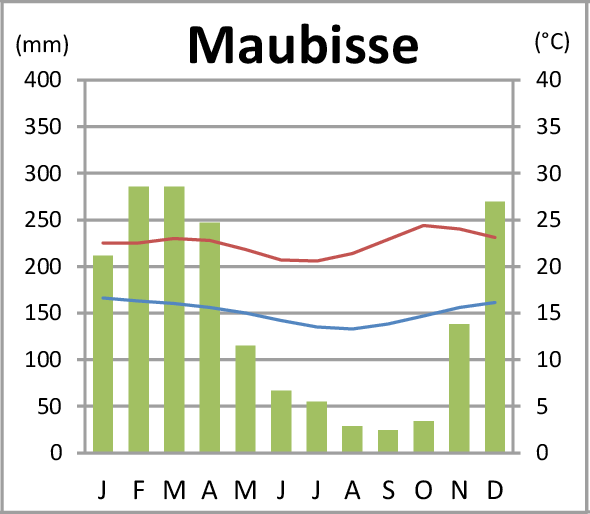
Klimadiagramm

## Einwohner
Der Verwaltungsamt hat 28.577 Einwohner (2022), davon sind 14.633 Männer und 13.944 Frauen. In Maubisse gibt es 4.612 Haushalte. Die größte Ethnie bilden hier mit über 90 % die Mambai. Eine kleine Minderheit spricht als Muttersprache Tetum Prasa. Der Altersdurchschnitt beträgt 16,6 Jahre (2010, 2004: 16,3 Jahre).

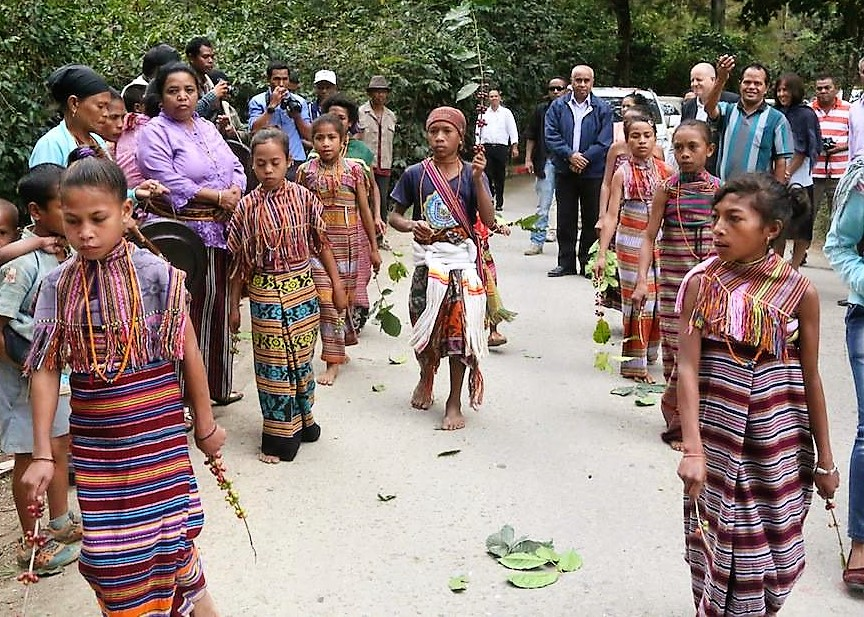
In Maubisse Vila
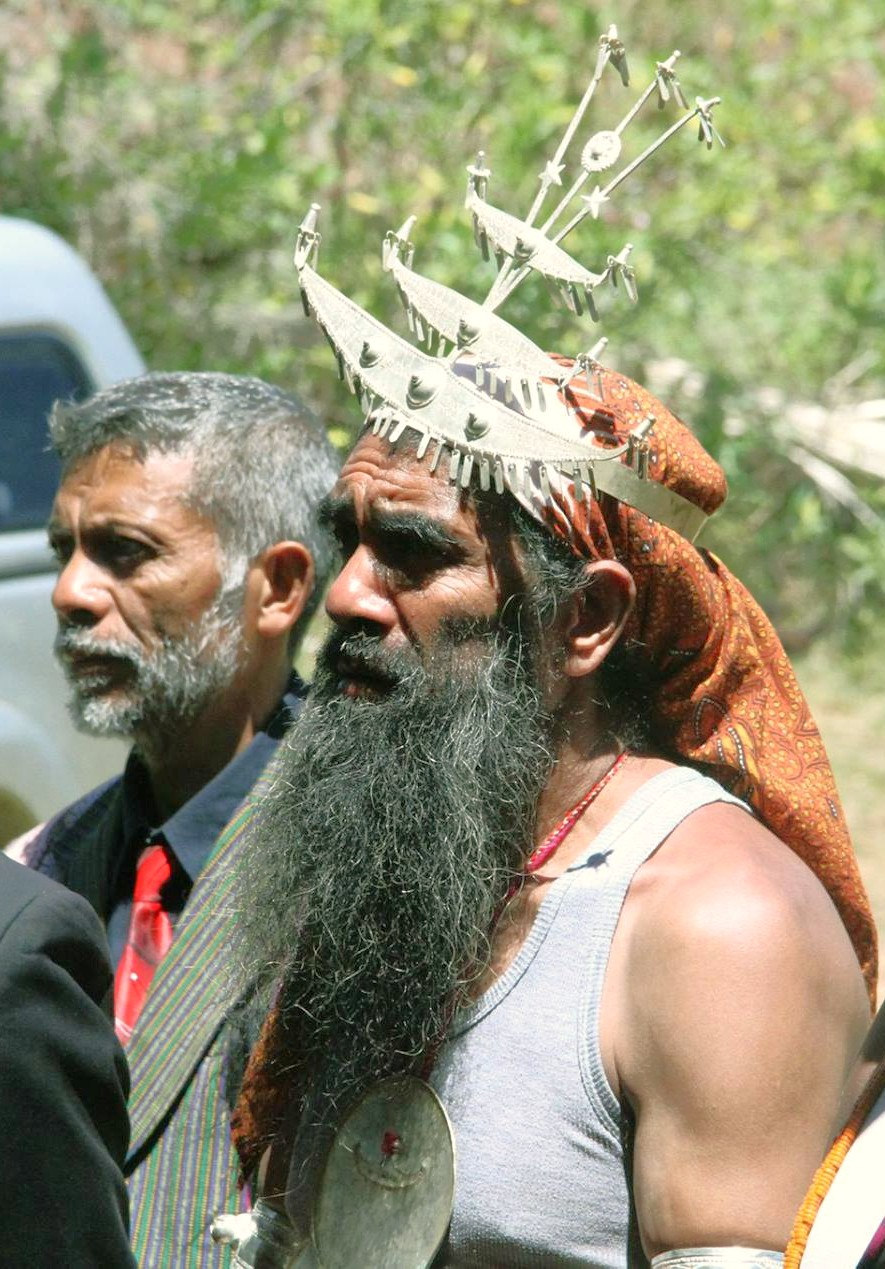
In Maulau
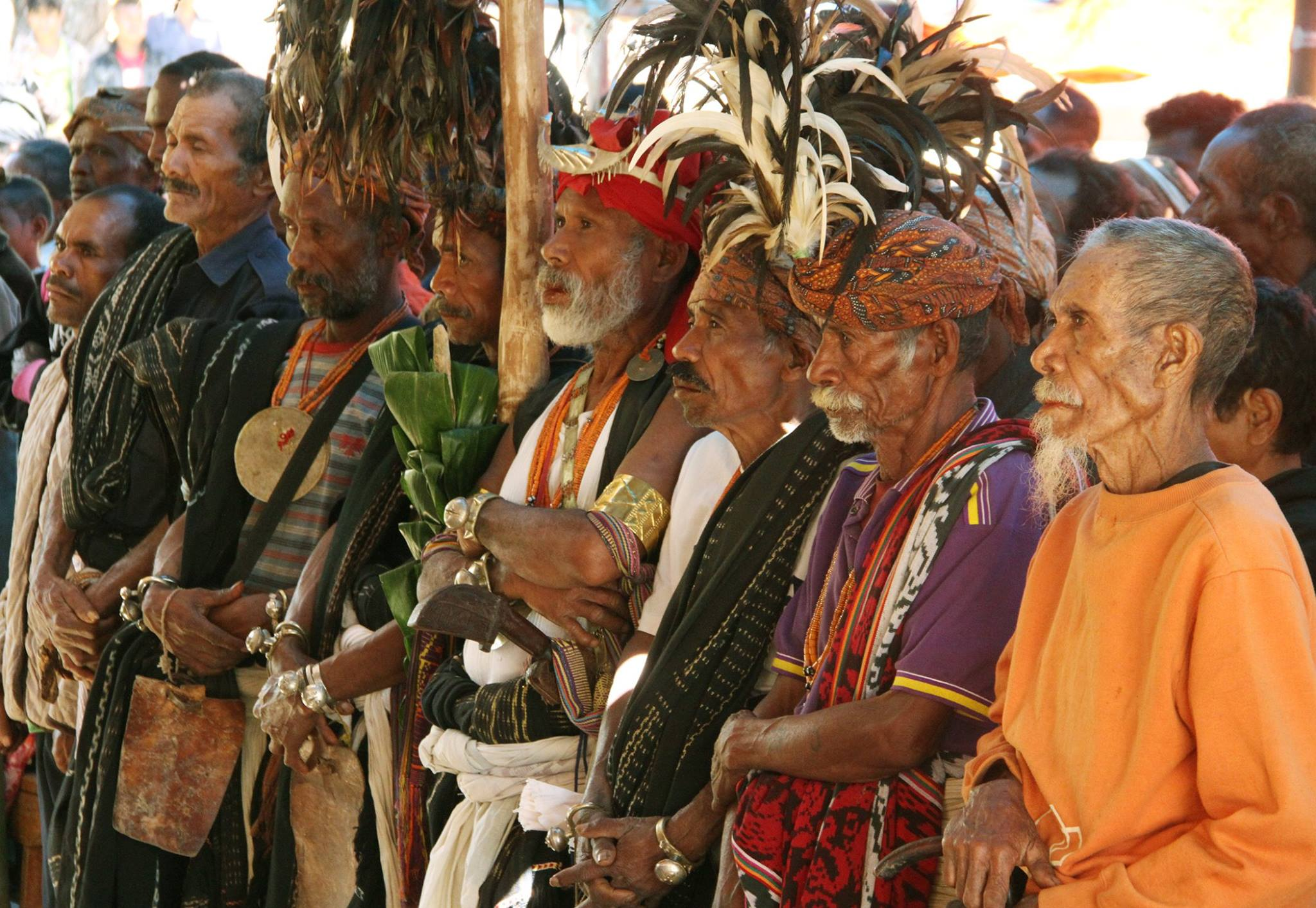
In Maulau
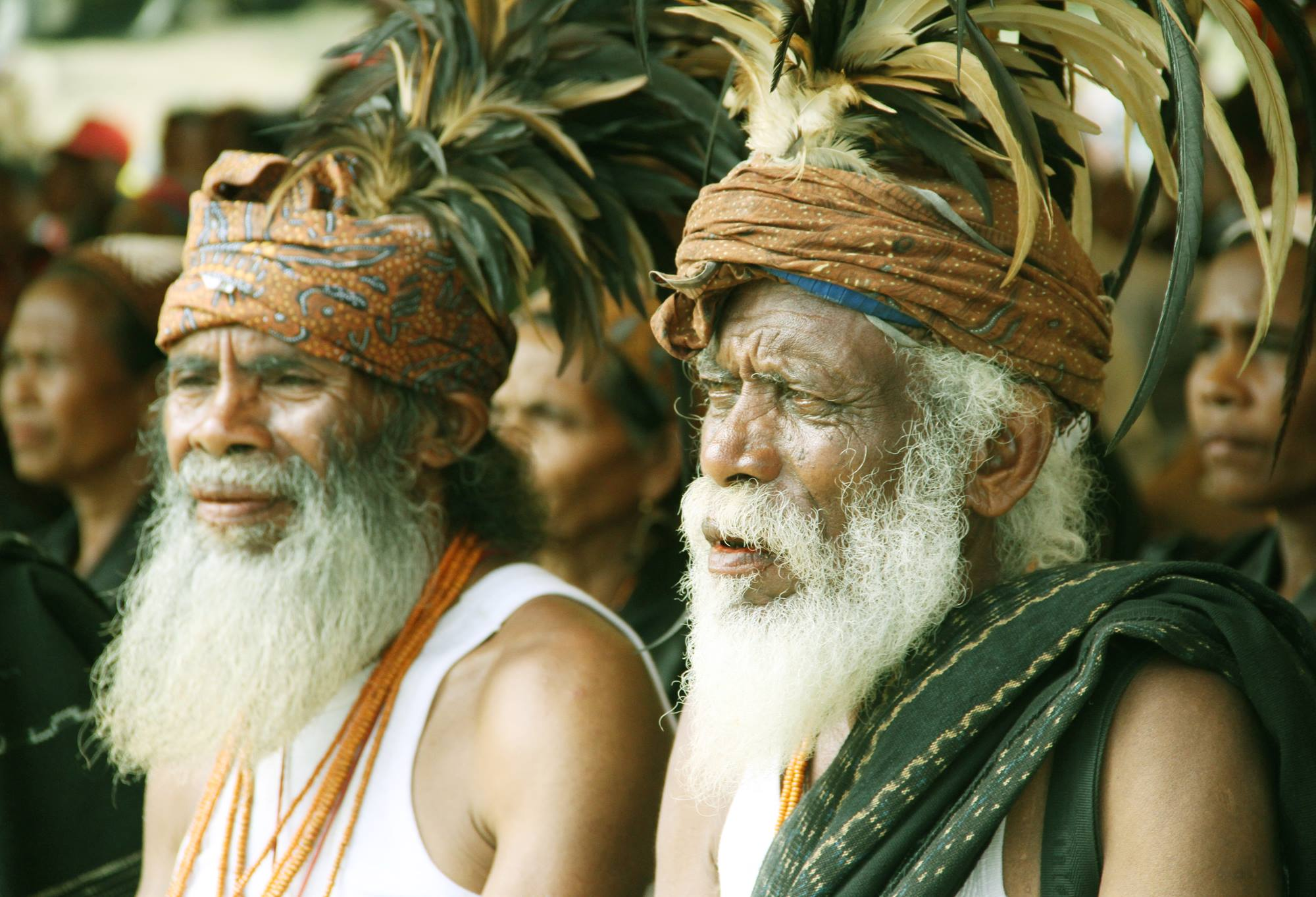
In Manelobas

## Geschichte

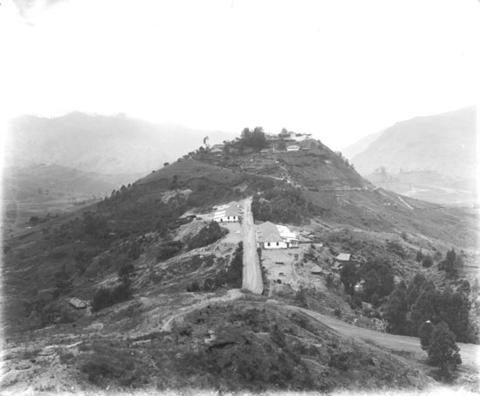
Maubisse in den 1930er-Jahren

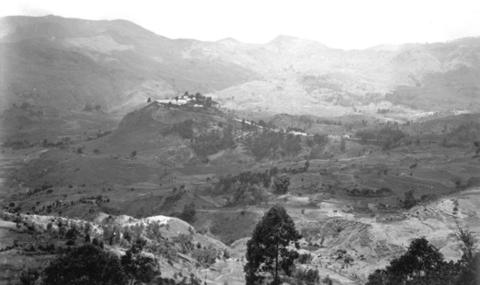
Landschaft in Maubisse (um 1940)

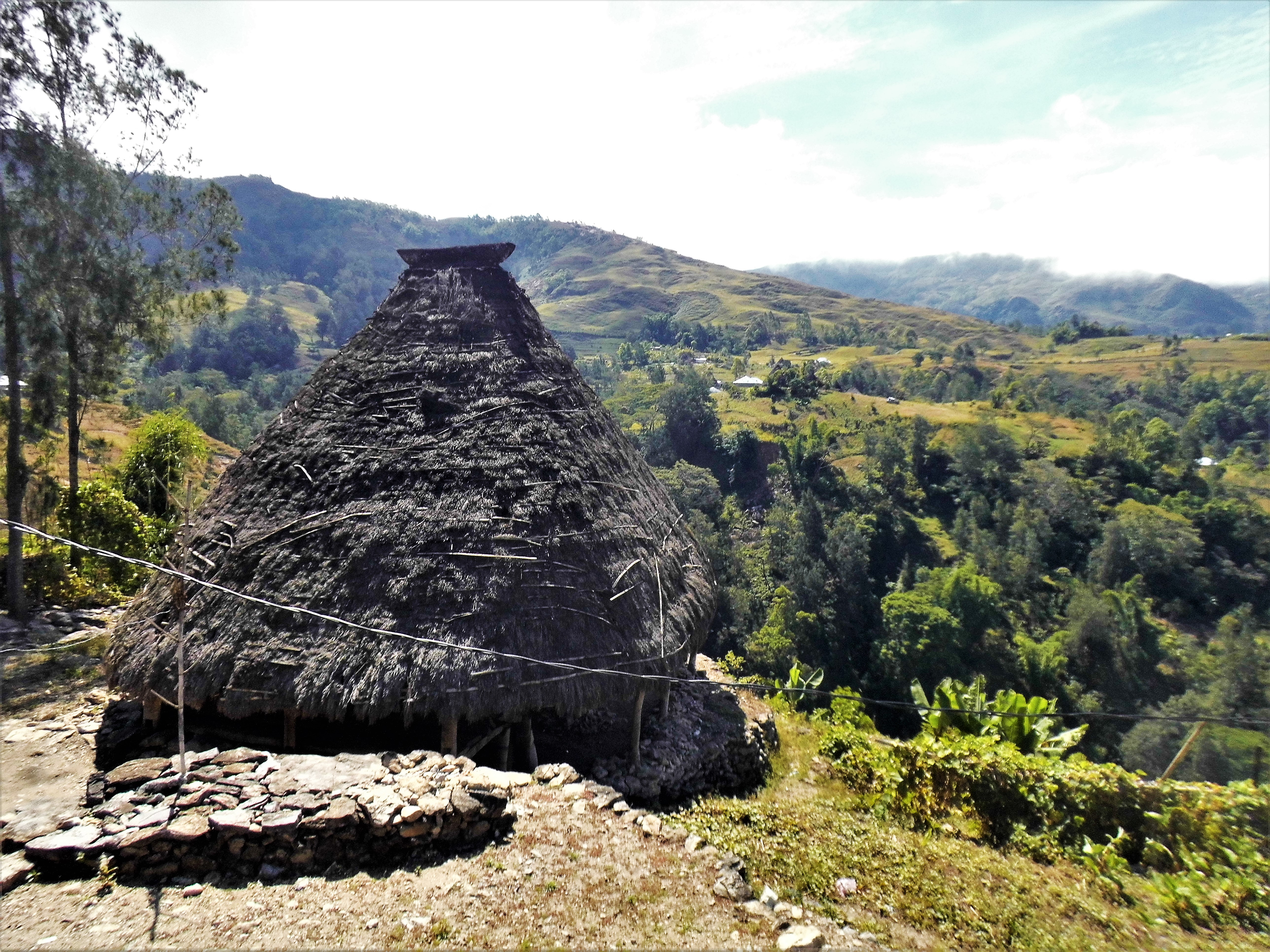
Heiliges Haus in Maubisse

1911 kam es zur Rebellion von Manufahi gegen die portugiesischen Kolonialherren. Das Reich von Maubisse unterstützte die Rebellen unter Boaventura, dem Liurai von Manufahi, die erst 1912 besiegt werden konnten.
Während des Zweiten Weltkrieges wurde Portugiesisch-Timor von den Japanern besetzt und wurde Schauplatz der Schlacht um Timor, in der australische Kommandos und ein Teil der Bevölkerung in Guerillataktik gegen die Besatzer kämpften. Maubisse wurde während der japanischen Offensive von August 1942 besetzt. Am 11. August kam es zur Rebellion von Maubisse, in der sich die ansässige nicht-christliche Bevölkerung gegen die Portugiesen und christianisierten, pro-portugiesischen Timoresen von Ainaro und Same, und hier gegen Dom Aleixo Corte-Real, dem Liurai von Soro, wandte. Ein portugiesischer Beamter wurde getötet, die Kolonialmacht und die mit ihnen verbündeten Moradores konnten die Rebellen aber in die Berge vertreiben. Evaristo de Sá Benevides, Herrscher von Maubisse, wurde 1943 von den Japanern umgebracht. Ihm gedenkt heute ein Mahnmal in der Stadt. Es kam auch zu Kämpfen zwischen Mambai aus Ainaro, Aileu und Same. Während die einen die Japaner unterstützten, verweigerte die andere Gruppe den Invasoren die Erlaubnis einen Militärposten auf dem heiligen Grund am Fleixa-Pass zu errichten. Die Japaner ließen die Einheimischen den Streit unter sich ausfechten.
Während des Bürgerkrieges 1975 kam es in den Sucos Manelobas, Manetú und Maulau zu Kämpfen zwischen FRETILIN-Kämpfern aus Turiscai und UDT-Kämpfern aus Ermera. Die Bewohner Maulaus hatten sich in Unterstützer der beiden politischen Lager gespalten. In Manetú unterstützte die Mehrheit der Bevölkerung die FRETILIN, während der Liurai ein UDT-Anhänger war. Bereits im September 1974 waren FRETILIN-Unterstützer in das benachbarte Turiscai abgewandert. Im Januar 1975 verstärkte sich der Konflikt zwischen den Gruppen bei der traditionellen Erntedankzeremonie. Ein Führer der FRETILIN stachelte im August 1975 im benachbarten Turiscai und Lequidoe bei Reden die Feindschaft weiter an. Er rief seine Unterstützer auf, „die Dornen in Lumo-Luli (Suco Maulau) zu beseitigen“. Daraufhin kam es am 7. August 1975 zum Angriff von FRETILIN-Einheiten aus Lequidoe und Turiscai auf die Maulaus Aldeias Maleria, Lumo-Luli und Ussululi. Zwischen 10 und 25 Menschen wurden von den FRETILIN-Kämpfern getötet. Etwa 675 Häuser wurden niedergebrannt, Nutzvieh gestohlen oder getötet. Die Anhänger der UDT flohen nach Maubisse und ließen dabei Kinder und Alte zurück. Am 11. August trafen 30 UDT-Kämpfer aus Ermera ein. Sie wurden am 14. August von den FRETILIN-Anhängern aus Turiscai in Laca-Mali-Cau angegriffen. Acht Häuser wurden niedergebrannt. Bei einem Gefecht am Grenzfluss zwischen Manelobas und Manetú, dem Aicocai, kamen zwei UDT-Anhänger in Ernaro ums Leben. Daraufhin brannten UDT-Einheiten in Manelobas Häuser nieder und töteten das Nutzvieh. Später wurden zwei UDT-Anhänger von der FRETILIN gefangen genommen und in Turiscai hingerichtet. Ein weiterer UDT-Anhänger wurde in Ernaro geköpft.
Schließlich rief der FRETILIN-Führer Januario Soares zum Ende der Kämpfe auf: „Es gibt keine Parteien mehr, jeder gehört zur Maubere Volkspartei (FRETILIN). Es wird kein Töten mehr geben.“ Zu diesem Zeitpunkt waren allein in Maulau bereits 37 Menschen, meist UDT-Anhänger, umgekommen.
Ende Januar 1976 kämpften die indonesischen Invasoren und der osttimoresischen Widerstand der FALINTIL am Fleixa-Pass um die Kontrolle der wichtigen Verbindungsstraße. Erst am 23. Februar konnten die Indonesier schließlich von Norden kommend die Stadt Ainaro erreichen. Bei einem Hinterhalt der FALINTIL am 15. April 1976 in den Bergen bei Aituto starben 54 indonesische Soldaten des 405. Infanteriebataillon, die mit einem Lastwagenkonvoi unterwegs waren.
Am 20. August 1982 griffen FALINTIL-Kämpfer unter anderem die indonesische Hansip (Zivilverteidigung) in Aituto an. Dies war Teil des Cabalaki-Aufstands. Die Indonesier schickten sofort Truppen in die Region. Häuser wurden niedergebrannt, Schulen geschlossen und Frauen und Kinder dazu gezwungen, Wache in Militärposten zu halten. Es kam zu Zwangsumsiedlungen, Brandschatzung, Plünderungen und Vergewaltigungen. Die Militärposten wurden in jeder Aldeia der Region errichtet. FALINTIL-Kämpfer und ein Großteil der Bevölkerung flohen aus dem Gebiet.
In der Stadt Maubisse kam es am 11. Juni 2006 zu Unruhen. Der Ort galt als eine Hochburg der rebellischen Soldaten unter Alfredo Alves Reinado, die Ende April die schlimmsten Unruhen in Osttimor seit der Unabhängigkeit ausgelöst hatten. Hunderte Menschen demonstrierten in Maubisse gegen Premierminister Marí Alkatiri. Als ein Mann unter zunächst ungeklärten Umständen eine Stichwunde erlitt, begannen zwei rivalisierende Gruppen von Demonstranten, sich Straßenkämpfe zu liefern. Polizisten feuerten in die Luft und drohten mit dem Einsatz einer Granate. Gleichzeitig fielen auch in der Menge Schüsse, so dass die Demonstranten schließlich in Panik flohen. Am 22. November wurde erneut von Straßenkämpfen in Maubisse berichtet. Einheimische waren mit Mitgliedern von Colimau 2000 in Streit geraten, als diese Bewohner Maubisses zwingen wollten, Mitglied in der Organisation zu werden. Eine Person wurde dabei getötet, eine weitere verletzt. Als die Polizei eingreifen wollte, wurde ein Polizist krankenhausreif geschlagen.

## Politik

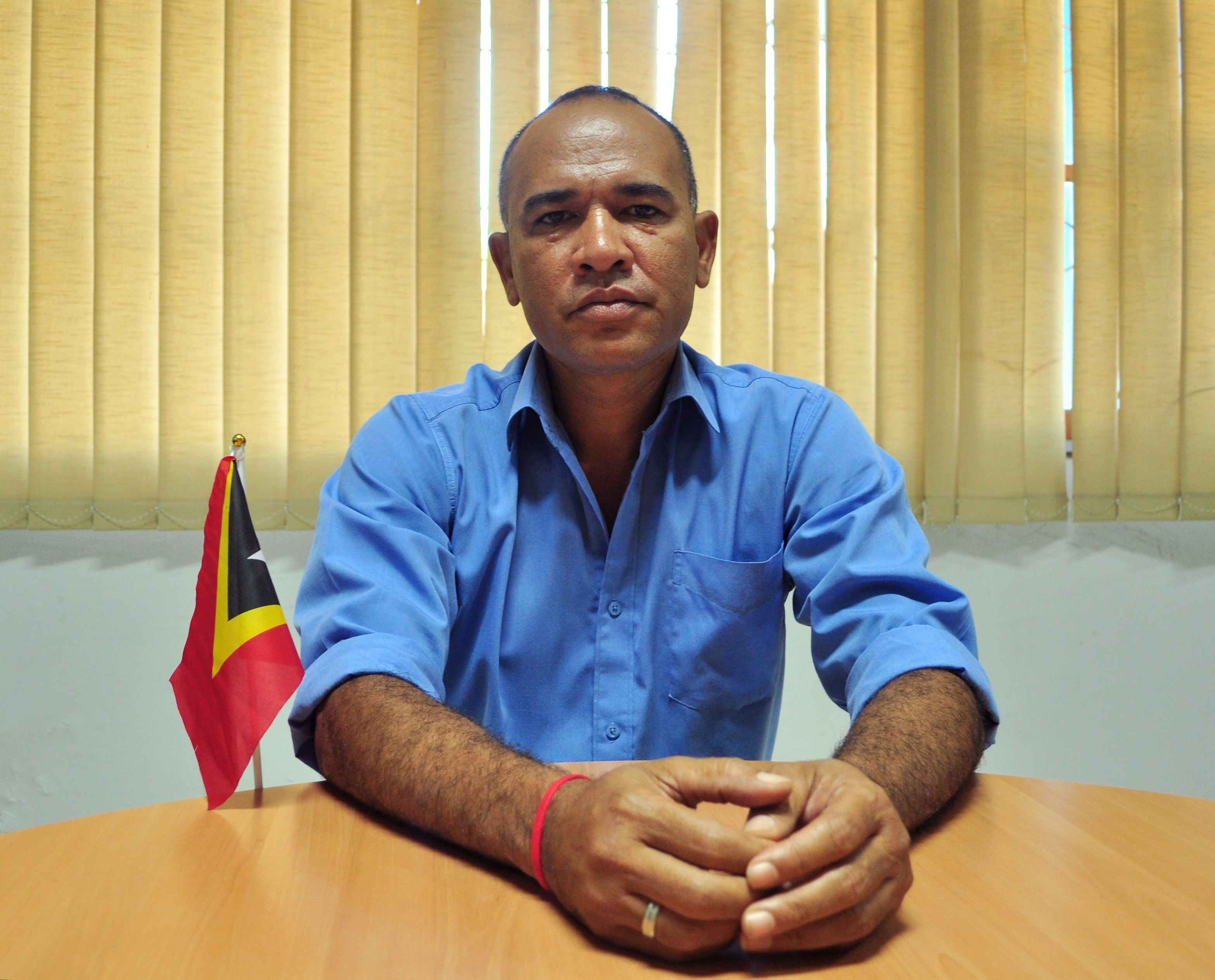
Administrator Luís Casimiro Lopes (2013)

Lúcio da Encarnação war der letzte Administrator Maubisses unter der portugiesischen Kolonialzeit. Er war Anhänger der União Democrática Timorense (UDT), die eine Hochburg in Maubisse hatte und wurde im Bürgerkrieg 1975 von der FRETILIN gefangen genommen.
Der Administrator des Verwaltungsamts wird von der Zentralregierung in Dili ernannt. 2015/2016 und 2021 wird Luís Casimiro Lopes als Administrator genannt. Am 9. Januar 2024 wurde Joaquim Salsinha Soares zum Administrator ernannt.

## Wirtschaft

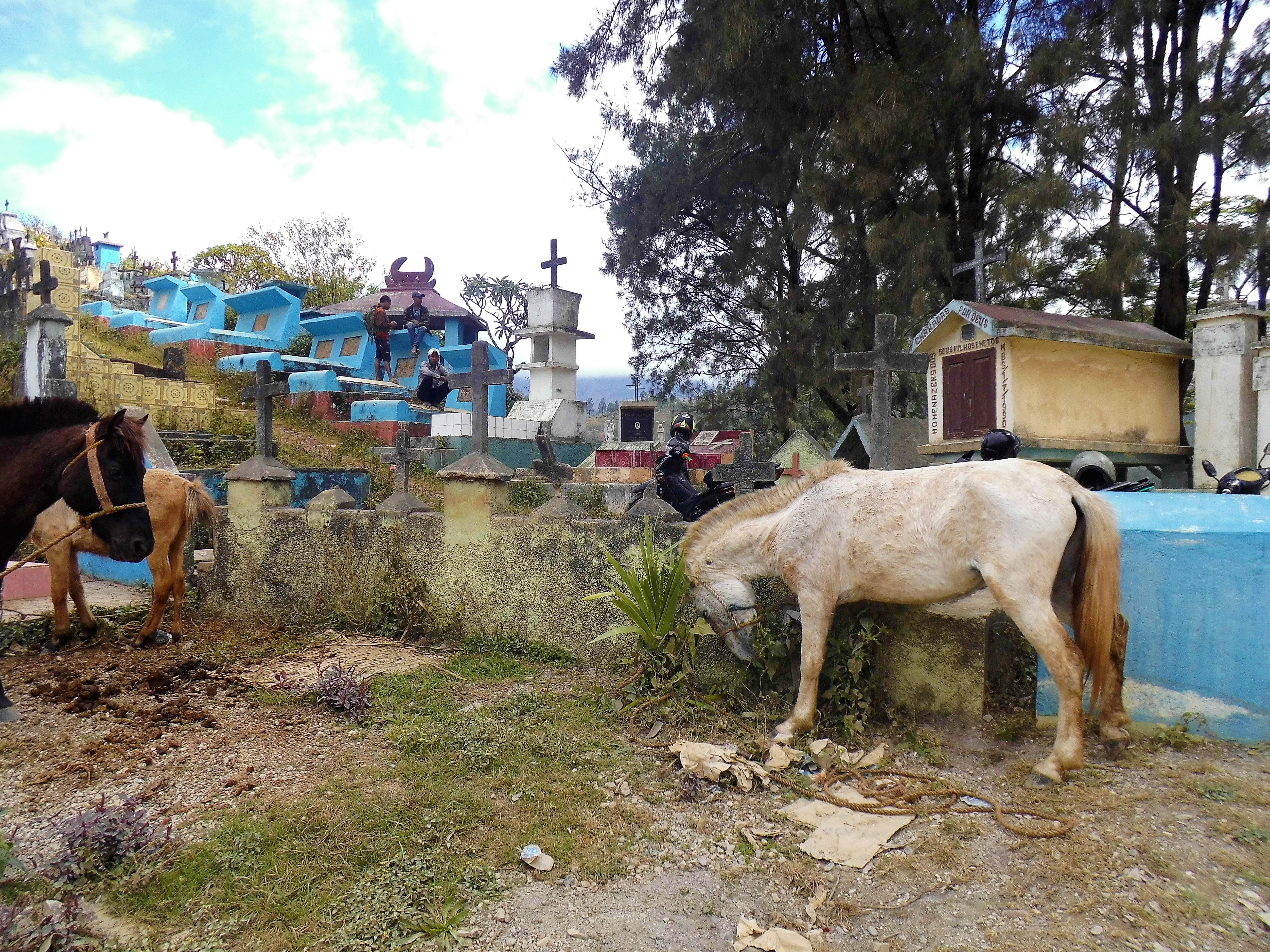
Timor-Ponys am Friedhof von Maubisse

75 % der Haushalte bauen Mais an, 70 % Kaffee, 56 % Gemüse, 50 % Maniok, 13 % Kokosnüsse und 3 % Reis. Timor-Ponys haben hier als Transportmittel immer noch eine große Bedeutung. 41 % der Haushalte haben Pferde. Insgesamt gibt es im Verwaltungsamt 1.488 Pferde (2010).

## Persönlichkeiten
- Manuel Tilman (* 1946), osttimoresischer Politiker
- Gil da Costa Alves (1958–2019), Politiker
- Júlio Sarmento da Costa (1959–2024), osttimoresischer Politiker
- João Pedro (* 1998), Fußballspieler